# إيفانا وونغ
إيفانا وونغ هي مغنية وكاتبة غنائية وشاعرة وممثلة هونغ كونغية، ولدت في 18 يونيو 1979 بهونغ كونغ في الصين.

## وصلات خارجية
- إيفانا وونغ على موقع IMDb (الإنجليزية)
- إيفانا وونغ على موقع ميوزك برينز (الإنجليزية)
- إيفانا وونغ على موقع أول ميوزيك (الإنجليزية)
- إيفانا وونغ على موقع ديسكوغز (الإنجليزية)
- إيفانا وونغ على موقع قاعدة بيانات الفيلم (الإنجليزية)